# Eparchia lwowsko-halicka
Eparchia lwowsko-halicka (zwana również eparchią halicko-lwowsko-kamieniecką) – eparchia Cerkwi prawosławnej, istniejąca do 1677.
W latach 1147–1302 funkcjonowała jako eparchia halicka, w 1302 przekształcona w metropolię halicką z biskupstwami: włodzimierskim, przemyskim, turowskim, łuckim i chełmskim. W 1347 metropolia halicka została zniesiona, a reaktywowana w 1371, bez eparchii łuckiej, formalnie zniesiona w 1458.
Od 1539 siedzibę biskupstwa przeniesiono do Lwowa.
Jej następczynią była greckokatolicka eparchia lwowska, utworzona w 1677 w wyniku przystąpienia prawosławnej eparchii lwowskiej do unii brzeskiej. Do tradycji prawosławnej eparchii lwowskiej nawiązują również eparchia lwowska Patriarchatu Moskiewskiego, eparchia lwowska Ukraińskiego Kościoła Prawosławnego Patriarchatu Kijowskiego i eparchia lwowska Ukraińskiego Autokefalicznego Kościoła Prawosławnego (te dwie ostatnie weszły w 2018 r. w skład Kościoła Prawosławnego Ukrainy).
Z czasów funkcjonowania prawosławnej eparchii halicko-lwowsko-kamienieckiej wywodzi się tytulatura używana w XIX i XX w. przez zwierzchników Kościoła greckokatolickiego (Ukraińskiej Cerkwi greckokatolickiej): „Metropolita Halicki, Arcybiskup Lwowski, Biskup Kamieniecki”.

## Biskupi halicko-lwowsko-kamienieccy
- Geroncjusz
- Efrem
- Jan
- Aleksy (1146–1157)
- Kosma (1157– po 1165)
- Jan
- Antoni
- Artemiusz (1235–1241)
- Melecjusz
- Atanazy
- Zosima
- Nifon
- Ignacy
- Doroteusz
- Grzegorz (do 1301)
- Cyprian (1302–1303)
- Nifont (1303–1305)
- Piotr (1305–1309)
- Gabriel (1309–1328)
- Teodor (1328–1347)
- Nataniel (od 1347)
- Grzegorz (do 1366)
- Antoni (1366–1391)
- Cyprian (1392–1406)
- Focjusz (1406–1412)
- Ignacy (1412–1414)
- Jan (od 1414)
- Gabriel (1431–1439)
- Makary (1458–1475)
- Andrzej (od 1475)
- Józef (do 1493)
- Atanazy (1493–1509)
- Filaret (1509–1511)
- Bazyli (Pletenski) (1511–1522)
- Jakub (Holaszycki) (1522–1533)
- Makary (Tuczapski) (1533–1548)
- Arseniusz (Bałaban) (1549–1569)
- Jоnаsz (Ostałowski)  (1569–1576)
- Gedeon (Bałaban) (1569–1607)
- Jeremiasz (Tysarowski) (1607–1641)
- Arseniusz (Żeliborski) (1641–1651)
- Atanazy (Żeliborski) (1651–1667)
- Jeremiasz (Świstelnicki) (1668–1676)
- Józef (Szumlański) (od 1668 lub według innych źródeł[jakich?] od 1676; w 1700 wraz z diecezją ostatecznie przyjął unię brzeską, tym samym powstała greckokatolicka diecezja lwowska)